# Heinrich Pasche
Heinrich Pasche († 16. November 1618 in Lübeck) war ein deutscher Kaufmann und Ratsherr der Hansestadt Lübeck.
Der Kaufmann Heinrich Pasche gehörte den Lübecker Bergenfahrern an und wurde 1589 deren Ältermann. 1590 wurde er in den Rat der Stadt erwählt und vertrat diese 1598 als Gesandter in Kopenhagen. Von 1608 bis 1614 residierte er als Lübecker Amtmann des Beiderstädtischen Amtes Bergedorf und residierte auf Schloss Bergedorf. 1615 und 1616 war Pasche Kämmereiherr der Stadt Lübeck. Er bewohnte das Haus Mengstraße 40 und wurde nach seinem Tod in der Lübecker Marienkirche begraben, wo sein Grabstein dokumentiert, aber derzeit nicht nachweisbar ist. Auf dem Grabstein befand sich sein Wappen, ein mit zwei Sternen belegter Pfahl, dem an jeder Seite eine halbe Lilie angeschlossen ist. Das Wappen befindet sich auch am Querhaus seines ehemaligen Kaufmannshauses in der Mengstraße.